# Mégara
Mégara (en griego: Μέγαρα) es una ciudad de la periferia de Ática, Grecia, situada en la costa del golfo de Egina, enfrente de la isla de Salamina. Esta isla perteneció a Mégara en épocas pasadas, antes de ser conquistada por Atenas. En 2011, el municipio de Mégara tenía una población de 36 924 habitantes, la unidad municipal tenía 28 591 y la ciudad tenía 23 456.
En la Antigüedad, Mégara estaba en una llanura entre las montañas Gerania y Kerata, al pie de dos acrópolis, una denominada Caria (Καρία) y la otra Alcátoo (Ἀλκαθόη). No muy lejos tenía el puerto, llamado Nisea, puerto al que estaba conectado por las murallas.
Durante los siglos VIII y VII a. C. vivió un periodo de gran esplendor comercial y cultural, llegando incluso a fundar colonias importantes en Sicilia y en Oriente.
En el siglo V a. C. rivalizó con Atenas y Corinto. En la guerra del Peloponeso (431 a. C.-404 a. C.), Mégara era un aliado de Esparta, pero tras la guerra comenzó a decaer.

## Tradición mítica
Según una leyenda la fundó Car, hijo de Foroneo; doce generaciones después llegó allí desde Egipto, Lélege, héroe epónimo de los léleges, al que sucedió su hijo Clesón, y sucesivamente Pilas, y Escirón, que se casó con la hija de Pandión, rey de Atenas. Niso, hijo de Pandión, disputó a Escirón la posesión de Megara, y el árbitro, Éaco, la asignó a Atenas. Niso fue sucedido por Megareo, hijo de Poseidón, que se casó con Ifínoe, hija de Niso y Abrota; Megareo fue sucedido por su hijo Alcátoo.
Otra leyenda dice que el rey Pandión, expulsado de Atenas, fue a Mégara y se casó con la hija de Pilas, al que después sucedió. En el reparto del reino entre sus hijos, Mégara quedó en manos del más joven, Niso, y se llamó Nisea (Νίσα). Cuando Minos atacó a Niso, Megareo, hijo de Poseidón, vino desde Beocia para ayudarle, y fue enterrado en la ciudad; Niso fue derrotado y Minos ocupó la ciudad y demolió las murallas que fueron restauradas por Alcátoo, hijo de Pélope, que vino de Élide, con ayuda de Apolo. Hiperión, hijo de Agamenón, fue el último rey de Mégara y a su muerte se estableció la república y la democracia.

## Historia

### Época arcaica
Mégara era una ciudad dórica, probablemente fundada por los dorios. Otra tradición indicaba que primitivamente los habitantes de la región de Megáride vivían en aldeas y estaban divididos en cinco grupos: hereos, pireos, megareos, cinosurios y tripodiscios. En el siglo VII a. C. era una de las principales ciudades griegas y comerciaba con el este y el oeste.
Hacia el 728 a. C. fundó la colonia de Megara Hiblea en Sicilia, en 712 a. C. Ástaco en Bitinia, en 675 a. C. Cícico en la Propóntide, en 674 a. C. Calcedonia y en 657 a. C. Bizancio.
En esta época se supone que en Mégara se inventó la comedia.

#### La tiranía de Teágenes
Las luchas de las clases inferiores por el poder de la ciudad condujo a la tiranía de Teágenes, suegro de Cilón, representante de los pobres. Asentó las bases de su política exterior en el eje Salamina-Nisea (su puerto). Construyó un acueducto e hizo otras edificaciones; gobernó desde aproximadamente del 630-600 a. C. Posiblemente la tiranía había acabado ya hacia el 620 a. C. Después los demócratas y los aristócratas se disputaron el poder. También hubo allí enfrentamientos con el Ática por la isla de Salamina, que finalmente pasó a Atenas gracias a Solón.

### Época clásica
En las guerras médicas, Mégara participó con veinte barcos en la batalla de Artemisio y en la batalla de Salamina. Un cuerpo del ejército persa enviado contra el país fue rechazado. Tres mil megarenses lucharon en la batalla de Platea.
En el siglo V a. C., Mégara se enfrentó con Corinto por los límites entre ambas. Mégara era aliada de Atenas, mientras que Corinto lo era de Esparta (455 a. C.) En este siglo se construyeron las murallas que la unían con Nisea. Los atenienses establecieron una guarnición en la ciudad y ocuparon también Pegas, en el golfo de Corinto. Diez años después, Mégara se rebeló contra Atenas y expulsó a los atenienses de la ciudad, pero estos retuvieron Nisea y Pegas, hasta el 445 a. C., cuando por la tregua con Esparta entregaron estas posiciones. Atenas aprobó unos decretos (llamados Decretos megarenses) excluyendo a los megarenses de sus mercados y puertos. Eso afectó tanto a Mégara que pidió con fuerza la guerra contra Atenas a su aliada Esparta y a la Liga del Peloponeso.

#### La guerra del Peloponeso
Al estallar la guerra, los atenienses invadieron Mégara y devastaron el territorio, mientras la flota bloqueaba el puerto. Los sucesivos años de la guerra, los atenienses repetían su incursión, y algunos años dos veces. En 427 a. C. (quinto año de guerra) Nicias tomó posesión de la isla de Minoa, delante de Megara y su puerto e instaló allí una guarnición.
En el octavo año de la guerra (424 a. C.), el partido democrático de Mégara, que había expulsado a los aristócratas que se habían refugiado en Pegas, entró en contacto con Atenas, a la que ofreció rendir la ciudad. Los atenienses fueron admitidos en la ciudad y el puerto de Nisea fue ocupado al cabo de dos días, pero el espartano Brásidas avanzó por el Peloponeso y presentó batalla a los atenienses al lado de Mégara, y los atenienses, en inferioridad, se retiraron.
La aristocracia y la oligarquía se aseguraron el poder. La guarnición ateniense en las murallas se rindió al cabo de unos meses, pero aún conservó Nisea y Minoa. La tregua del año siguiente respetó estas posiciones (421 a. C.). Mégara se opuso a la Paz de Nicias, pero no entró en ninguna alianza y al cabo de dos años renovó la que tenía con Esparta. Los atenienses ocuparon el puerto hasta el 409 a. C.

#### ElsigloIVa.C.
Después, los datos sobre su historia casi desaparecen. Mégara fue aliada de Esparta, pero conservó su independencia, si bien cada vez con un poder más débil.

### Época helenística
Las noticias sobre Mégara vuelven a aparecer hacia la época de Alejandro Magno, después de cuya muerte (323 a. C.) obedeció a Antípatro y después a Casandro. La guarnición de este fue expulsada por Demetrio Poliorcetes, que proclamó la libertad de la ciudad (307 a. C.). Estaba bajo influencia de los reyes de Macedonia, pero Arato la obligó a unirse a la Liga Aquea.

### Época romana
En la guerra contra Roma se rindió a los romanos sin luchar. Posteriormente, todavía existía en tiempos de Estrabón, y se estableció allí una colonia romana.
Una tribu de la ciudad se llamaba «los adrianos» en honor de Adriano y de su mujer Sabina, y fue adorada con el nombre de νέα Δημήτηρ; Adriano construyó allí un templo en honor a Apolo. Durante el Imperio romano mantuvo cierta importancia.
En el siglo V, las fortificaciones fueron reparadas por un oficial del emperador bizantino, Anastasio I, llamado Diógenes. Durante los dos siglos siguientes fue repetidamente saqueada por piratas del Mediterráneo.

## Cultura
Mégara fue sede de una escuela filosófica fundada por Euclides, discípulo de Sócrates, cuyos miembros fueron llamados megáricos (Μεγαρικοί).
El poeta Teognis también era de Mégara. 
Los habitantes de Mégara eran famosos por su generosidad a la hora construir edificios y templos. Jerónimo, en el 409 escribe: Hay un conocido refrán sobre los habitantes de Megara, «construyen como si fueran a vivir siempre; viven como si fueran a morir mañana».

## Geografía
Está situada a 42 kilómetros O-NO de Atenas, ubicada entre dos colinas, y ligada por una carretera que conecta el Peloponeso, la Grecia occidental, y Atenas. Ahora contará con una línea de tren de alta velocidad. Mégara es una ciudad que se encuentra en la llanura de Megáride, y la mayor parte del municipio está en esta llanura. La agricultura era el sector dominante antes de que comenzaran a construirse casas en Megara en los años 60 y en los años 70. Tres km al sur se encuentra una pequeña comunidad que en el norte a menos de un km de la isla de Salamina, llamada Pachi. La población es pequeña. Pachi es famosa por sus tabernas donde sirven pescado y es visitado por gente de toda Grecia. Neos Peramos es la ciudad vecina al este y Kakia Skala al oeste. El área también tiene un aeropuerto militar en el Ne-E. El sur de la ciudad está la bahía de Mégara.

## Descripción de Pausanias

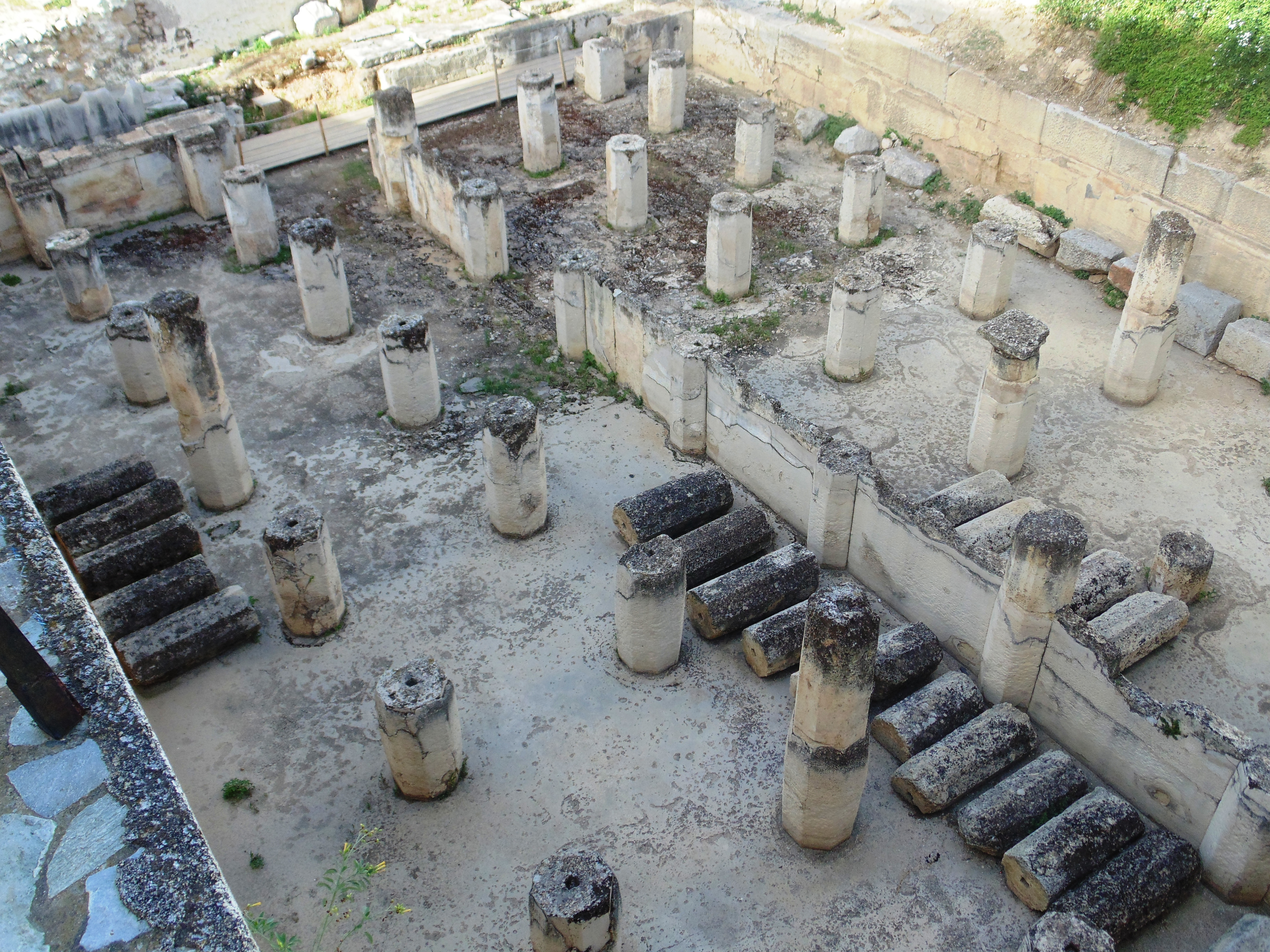
Restos de la fuente de Teágenes.

Pausanias realiza una detallada descripción de las tradiciones y monumentos de Mégara, destacando:
- La fuente de Teágenes, de gran tamaño, con decoración y columnas. Su manantial se llamaba de las ninfas Sítnidas. Con una de estas ninfas, según la mitología, engendró Zeus a Mégaro, que escapó del diluvio de Deucalión nadando hacia la cumbre del monte Gerania, tras seguir los chillidos de las grullas.
- Un santuario con estatuas de emperadores romanos y otra de Artemisa Soteira. La estatua la erigieron tras una victoria de los megarenses sobre unos soldados persas de Mardonio. Había también estatuas de los doce dioses que se atribuían a la mano de Praxíteles excepto la de Artemisa que era de bronce, obra de Estrongilión.
- Un recinto de Zeus dentro del cual había un templo, con una estatua del dios, no terminada puesto que una parte era de oro y marfil y la otra de yeso y arcilla, obra de Teocosmo. Allí se conservaba un espolón de bronce de una nave, supuestamente apresada en Salamina en un enfrentamiento contra los atenienses.
- La acrópolis Caria, donde se hallaba un templo de Dioniso Nictelio, un santuario de Afrodita Epistrofia, un oráculo de la Noche y un templo sin techo de Zeus Conio. También había imágenes de Asclepio y de Higiea obra de Briaxis y el llamado Mégaron de Deméter.
- Una segunda acrópolis, llamada de Alcátoo, donde se hallaba el sepulcro de Megareo, el hogar de los dioses Prodomeos, cerca del que había una piedra donde la tradición decía que Apolo había dejado su cítara para ayudar a Alcátoo a construir las murallas. También había un buleuterion que anteriormente se consideraba que había sido la tumba de Timalco, un templo de Atenea, otro santuario de Atenea Nike, otro santuario de Ayántide, un templo de Apolo, un santuario de Deméter Tesmófora y una tumba que se atribuía a Calípolis, hijo de Alcátoo.
- Un altar dedicado a Aqueloo que había sido mandado construir por Teágenes.
- En diferentes zonas de la ciudad había tumbas notables que se creía que eran de Alcmena, de Hilo, de Hipólita, de Tereo, de Corebo, de Orsipo, de Evipo, de Isquépolis, de Asticratea y de Mantó.
- Por la ciudad se hallaban repartidos varios heroones de Pandión, de Ino, de Ifigenia y de Alcátoo. En este último se decía que estaban también las tumbas de su mujer Pirgó y de su hija Ifínoe. En la tumba de Ifínoe las muchachas de Mégara realizaban libaciones y le ofrecían las primicias de sus cabellos. En la ciudad también se rendía culto a Adrasto.
- Un templo de Isis.
- Un templo de Apolo Agreo y Ártemis Agrótera.
- Un santuario de Ártemis cuya construcción se decía que ocurrió en tiempos de Agamenón.
- La roca Anacletra, donde la tradición decía que Deméter se había subido para llamar a su hija cuando este fue raptada. Por ello las mujeres de Mégara representaban esa leyenda.
- Un santuario de Dioniso con una xoana y una segunda estatua del dios, además de otra estatua de un sátiro de mármol que se atribuía a Praxíteles.
- Un templo de Afrodita Praxis, con una imagen de marfil de la diosa, otra estatua de Peito hecha por Praxíteles y otras estatuas obra de Escopas.
- Un santuario de Tique con una imagen suya hecha por Praxíteles. En el templo cercano había estatuas realizadas por Lisipo de las Musas y de Zeus.
- Un santuario de Apolo Prostaterio con imágenes.
- Un gimnasio cerca de la puerta Nínfada, donde había una piedra en forma de pirámide llamada Apolo Carino. Cerca de ella había un santuario de las Ilitías.[30]

## Restos arqueológicos
Aún se conservan restos del acueducto y de la fuente de Teágenes, del siglo VII a. C. Por otra parte, en el año 2000 se inauguró el Museo Arqueológico de Mégara, que alberga numerosos restos materiales procedentes de las excavaciones tanto de Mégara como del área circundante que abarcan desde el siglo VIII a. C. hasta el siglo II d. C.
|  |
|  |

|  |
|  |

|  |
|  |

|  |
|  |